# Hugo XI de Lusinhão
Hugo XI de Lusinhão, Hugo VI de La Marche ou Hugo II de Angolema ou Hugo XI & VI & II de Lusinhão ( 1221 – 6 de Abril de 1250) sucedeu a seu pai Hugo X como Senhor de Lusinhão, Conde de La Marche e Conde de Angolema a 5 de Junho de 1249. Foi conde de Penthievre e de Porhoet por casamento.
A sua mãe foi Isabel de Angolema, antiga rainha de Inglaterra, e foi o meio-irmão mais velho dos filhos de Henrique III de Inglaterra. Ele teve uma filha, Marie, em 1242.
Através do seu casamento em Janeiro de 1236 com Iolanda da Bretanha, Condessa de Penthièvre e de Porhoët (1218 – 10 de Outubro de 1272, enterrada em Villeneuve-lès-Nantes), ele teve sete filhos:

## Filhos
- Hugo XII & IV & III de Lusinhão. Casou com Jeanne de Fougères;
- Alice de Lusinhão, esposa de Gilberto de Clare, 7.° conde de Gloucester;
- Maria de Lusinhão (1242-após 11 de Julho de 1266). Casou-se com Roberto de Ferrers
- Isabel de Lusinhão, Dama de Belleville (1248–1304). Casou-se com Maurice de Belleville;
- Iolanda de Lusinhão (m. 10 de Novembro de 1305). Casou-se com Pedro I, Senhor de Preaux;
- Guido de Lusinhão (m. 1288/89);
- Godofredo de Lusinhão (m. 1264)

## Morte
Hugo foi morto a 6 de Abril de 1250, em batalha em Faruscur, no Egito. Estava numa cruzada com o Rei Luís IX. O seu filho Hugo XII sucedeu-lhe como Senhor de Lusinhão, Couhe, Peyrat e como Conde de La Marche e de Angolema.
| Precedido por Hugo X                          | Senhor de Lusignan Conde de La Marche 1249-1250 | Sucedido por Hugo XII |
| Precedido por Isabel de Angolema (com Hugo X) | Conde de Angolema 1246-1250                     | Sucedido por Hugo XII |